# And now... Ladies and Gentlemen
And Now... Ladies and Gentlemen este un film realizat în anul 2002 de cunoscutul regizor francez Claude Lelouch. Avându-i în rolurile principale pe Jeremy Irons și Patricia Kaas, pelicula prezintă povestea de dragoste dintre un hoț și o cântăreață de jazz.
A intrat în competiție la Festivalul de Film de la Cannes din 2002.

## Distribuție
- Jeremy Irons - Valentin Valentin
- Patricia Kaas - Jane Lester
- Thierry Lhermitte - Thierry
- Alessandra Martines - Françoise
- Claudia Cardinale - Madame Falconetti
- Jean-Marie Bigard - Dr. Lamy/Pharmacist
- Ticky Holgado - Boubou
- Yvan Attal - David
- Amidou - Police Inspector
- Sylvie Loeillet - Soleil
- Constantin Alexandrov - Monsieur Falconetti
- Stéphane Ferrara - Sam Hernandez, the Boxer
- Samuel Labarthe - Trumpet Player
- Paul Freeman - English Customer
- Souad Amidou - Chambermaid

## Legături externe
- And now... Ladies and Gentlemen la Internet Movie Database